# Monilea
Monilea is een geslacht van weekdieren uit de klasse van de Gastropoda (slakken).

## Soorten
- Monilea belcheri (Philippi, 1849)
- Monilea callifera (Lamarck, 1822)
- Monilea chiliarches Melvill, 1910
- Monilea cocoa Okutani, 2001
- Monilea gloriola (Iredale, 1929)
- Monilea grantmackiei Hayward, 1981 †
- Monilea incerta Iredale, 1912
- Monilea lentiginosa (A. Adams, 1853)
- Monilea lifuana (P. Fischer, 1878)
- Monilea pantanellii (Caramagna, 1888)
- Monilea patricia (Philippi, 1851)
- Monilea philippii A. Adams, 1854
- Monilea simulans E. A. Smith, 1899
- Monilea smithi (Wood, 1828)